# Ronde van Frankrijk 1979
| Route van de Ronde van Frankrijk 1979. |                           |              |
| Eindklassement                         |                           |              |
| Algemeen klassement                    | Bernard Hinault           | 103u 06' 50" |
| Tweede                                 | Joop Zoetemelk            | + 13' 07"    |
| Derde                                  | Joaquim Agostinho         | + 26' 53"    |
| Vierde                                 | Hennie Kuiper             | + 28' 02"    |
| Vijfde                                 | Jean-René Bernaudeau      | + 32' 43"    |
| Zesde                                  | Giovanni Battaglin        | + 38' 12"    |
| Zevende                                | Jo Maas                   | + 38' 39"    |
| Achtste                                | Paul Wellens              | + 39' 06"    |
| Negende                                | Claude Criquielion        | + 40' 38"    |
| Tiende                                 | Dietrich Thurau           | + 44' 35"    |
| Rode Lantaarn                          | Gerhard Schönbacher (90e) | + 4h 19' 21" |
| Puntenklassement                       | Bernard Hinault           | 253 punten   |
| Tweede                                 | Dietrich Thurau           | 157 punten   |
| Derde                                  | Joop Zoetemelk            | 109 punten   |
| Bergklassement                         | Giovanni Battaglin        | 239 punten   |
| Tweede                                 | Bernard Hinault           | 196 punten   |
| Derde                                  | Mariano Martínez          | 158 punten   |
| Jongerenklassement                     | Jean-René Bernaudeau      | 103h 39' 33" |
| Tweede                                 | Claude Criquielion        | + 7' 55"     |
| Derde                                  | Johan van der Velde       | + 26' 30"    |
| Ploegenklassement                      | Renault-Gitane            | -            |
| Tweede                                 | Flandria                  | -            |
| Derde                                  | TI-Raleigh                | -            |

De 66e editie van de Ronde van Frankrijk ging van start op 27 juni 1979 in Fleurance en eindigde op 22 juli in Parijs. Er stonden 150 renners verdeeld over 15 ploegen aan de start.
- Aantal ritten: 24
- Totale afstand: 3720 km
- Gemiddelde snelheid: 36.513 km/h
- Aantal deelnemers: 150
- Aantal uitgevallen: 61

## Belgische en Nederlandse prestaties
In totaal namen er 38 Belgen en 11 Nederlanders deel aan de Tour van 1979.

### Belgische etappezeges
- Jos Jacobs won de 6e etappe van Angers naar Saint-Brieuc
- Ludo Delcroix won de 9e etappe van Amiens naar Roubaix
- Marc Demeyer won de 14e etappe van Belfort naar Evian-les-Bains
- Lucien Van Impe won de 16e van Morzine naar Les Menuires

### Nederlandse etappezeges
- Gerrie Knetemann won de proloog in Fleurance en de 22e etappe van Dijon naar Auxerre
- Jan Raas won de 5e etappe van Neuville-de-Pitou naar Angers
- Leo van Vliet won de 7e etappe van Saint-Hilaire-du-Harcouët naar Deauville
- Jo Maas won de 10e etappe van Roubaix naar Brussel
- Joop Zoetemelk won de 18e etappe van l'Alpe d'Huez naar l'Alpe d'Huez
- De Nederlandse Ti-Raleigh equipe won de 4e etappe: de Ploegentijdrit van Captieux naar Bordeaux en de 8e etappe: de Ploegentijdrit van Deauville naar Le Havre

## Etappes
- Proloog Fleurance - Fleurance:  Gerrie Knetemann
- 1e Etappe Fleurance - Luchon:  René Bittinger
- 2e Etappe Luchon - Superbagnères:  Bernard Hinault
- 3e Etappe Luchon - Pau:  Bernard Hinault
- 4e Etappe Captieux - Bordeaux:  TI-Raleigh
- 5e Etappe Neuville-de-Pitou - Angers:  Jan Raas
- 6e Etappe Angers - -Saint-Brieuc:  Jos Jacobs
- 7e Etappe Saint-Hilaire-du-Harcouët - Deauville:  Leo van Vliet
- 8e Etappe Deauville - Le Havre:  TI-Raleigh
- 9e Etappe Amiens - Roubaix:  Ludo Delcroix
- 10e Etappe Roubaix - Brussel:  Jo Maas
- 11e Etappe Brussel - Brussel:  Bernard Hinault
- 12e Etappe Rochefort - Metz:  Christian Seznec
- 13e Etappe Metz - Ballon d'Alsace:  Pierre-Raymond Villemiane
- 14e Etappe Belfort - Evian-les-Bains:  Marc Demeyer
- 15e Etappe Évian-les-Bains - Morzine-Avioraz:  Bernard Hinault
- 16e Etappe Morzine - Les Menuires:  Lucien Van Impe
- 17e Etappe Les Menuires - Alpe d'Huez:  Joaquim Agostinho
- 18e Etappe Alpe d'Huez - Alpe d'Huez:  Joop Zoetemelk
- 19e Etappe Alpe d'Huez - Saint-Priest:  Dietrich Thurau
- 20e Etappe Saint-Priest - Dijon:  Serge Parsani
- 21e Etappe Dijon - Dijon:  Bernard Hinault
- 22e Etappe Dijon - Auxerre:  Gerrie Knetemann
- 23e Etappe Auxerre - Nogent-sur-Marne:  Bernard Hinault
- 24e Etappe Le Perreux-sur-Marne - Parijs:  Bernard Hinault

## Doping
Na de 17e etappe werd bekendgemaakt dat Giovanni Battaglin, de leider van het bergklassement, positief was getest op doping bij de 13e etappe. Hij kreeg een tijdstraf van tien minuten in het algemeen klassement en verloor ook de bergklassement-punten plus tien punten die hij bij de 13e etappe had verdiend. Frans Van Looy en Gilbert Chaumaz leverden ook een positieve dopingtest af. Ook Joop Zoetemelk werd positief getest en bekende later doping gebruikt te hebben. Joop Zoetemelk kreeg eveneens een tijdstraf van tien minuten, maar hield desondanks de tweede plaats vast.
 winnaars gele trui · 
 puntenklassement · 
 bergklassement · 
 jongerenklassement · 
 tussensprintklassement · 
 combinatieklassement · 
 ploegenklassement · 
 strijdlust · 
rode lantaarn
records · meeste deelnames · ranglijst etappewinnaars · bekende beklimmingen · valpartijen · dopinggevallen · Grand Départ · Souvenir Henri Desgrange
1903 · 
1904 · 
1905 · 
1906 · 
1907 · 
1908 · 
1909 · 
1910 · 
1911 · 
1912 · 
1913 · 
1914 ·
1915 ·
1916 ·
1917 ·
1918 · 
1919 · 
1920 · 
1921 · 
1922 · 
1923 · 
1924 · 
1925 · 
1926 · 
1927 · 
1928 · 
1929 · 
1930 · 
1931 · 
1932 · 
1933 · 
1934 · 
1935 · 
1936 · 
1937 · 
1938 · 
1939 · 
1940 ·
1941 ·
1942 ·
1943 ·
1944 ·
1945 ·
1946 ·
1947 · 
1948 · 
1949 · 
1950 · 
1951 · 
1952 · 
1953 · 
1954 · 
1955 · 
1956 · 
1957 · 
1958 · 
1959 · 
1960 · 
1961 · 
1962 · 
1963 · 
1964 · 
1965 · 
1966 · 
1967 · 
1968 · 
1969 · 
1970 · 
1971 · 
1972 · 
1973 · 
1974 · 
1975 · 
1976 · 
1977 · 
1978 · 
1979 · 
1980 · 
1981 · 
1982 · 
1983 · 
1984 · 
1985 · 
1986 · 
1987 · 
1988 · 
1989 · 
1990 · 
1991 · 
1992 · 
1993 · 
1994 · 
1995 · 
1996 · 
1997 · 
1998 · 
1999 · 
2000 · 
2001 · 
2002 · 
2003 · 
2004 · 
2005 · 
2006 · 
2007 · 
2008 · 
2009 · 
2010 · 
2011 · 
2012 · 
2013 · 
2014 · 
2015 · 
2016 · 
2017 · 
2018 · 
2019 ·
2020 · 
2021 · 
2022 · 
2023 · 
2024 · 
2025